# Еш-Шейх-Джаррах

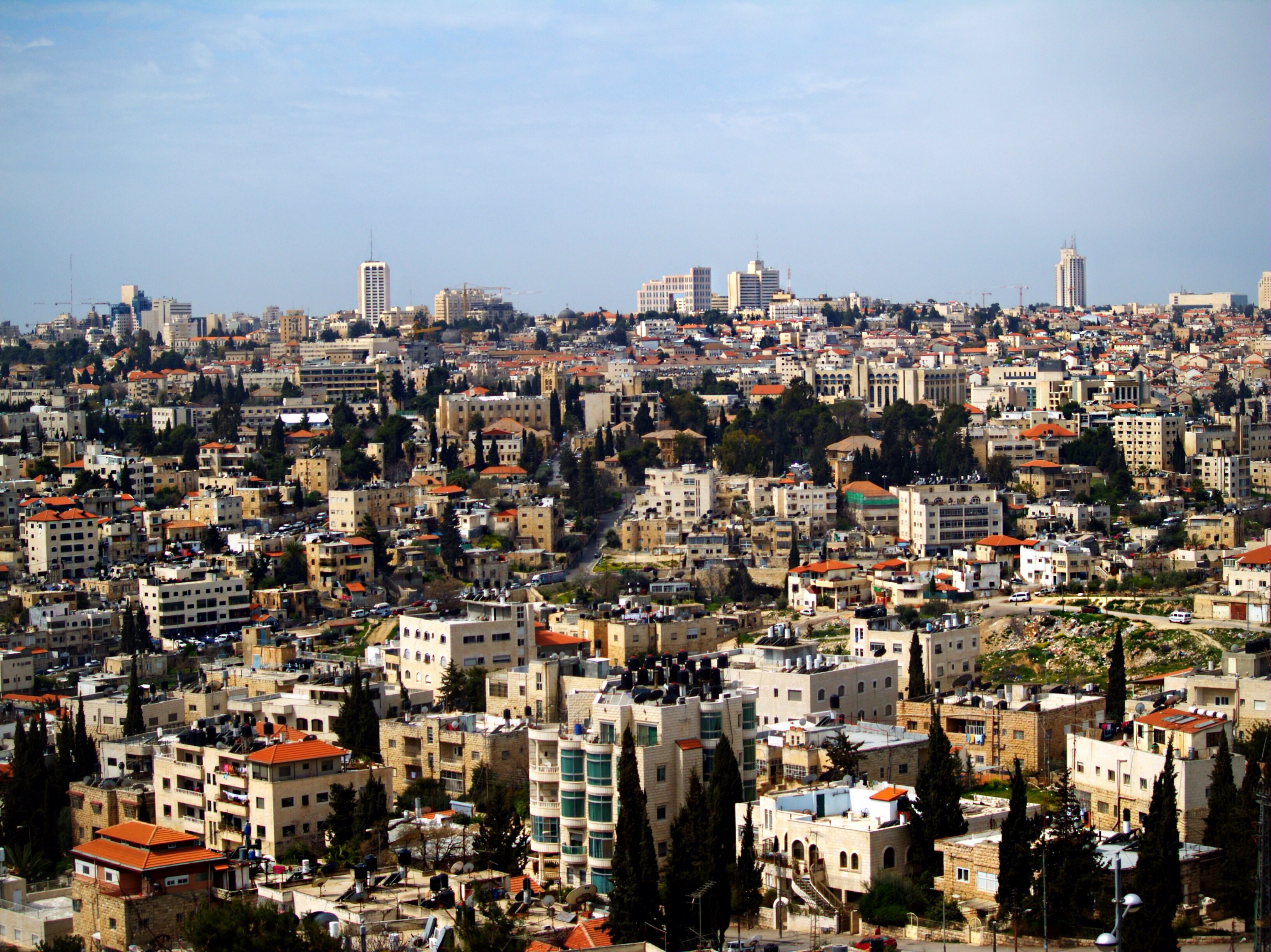
Район Еш-Шейх-Джаррах

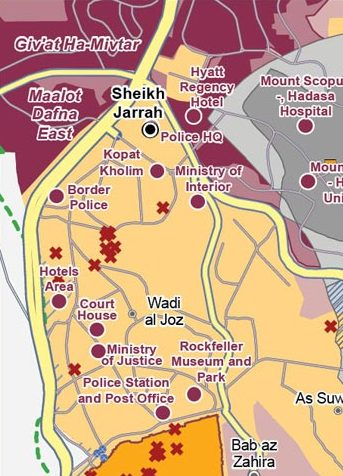
Еш-Шейх-Джаррах на мапі ООН 2018 року. Жовта область — переважно палестинська. Червона область на північному заході та північному сході — ізраїльські поселення.

Еш-Шейх-Джаррах, або просто Шейх-Джаррах (араб. الشيخ جراح; івр. שייח' ג'ראח) — район у Східному Єрусалимі з переважно палестинським населенням. Лежить за 2 км на північ від Старого міста, на дорозі до гори Скопус. Свою назву район отримав від гробниці XIII століття, розташованої в його околицях, де похований шейх Джаррах, лікар Салаха ед Діна. Сьогодні багато з об'єктів нерухомості району є предметом майнових суперечок між палестинським та єврейським населенням Єрусалиму.
Сучасний район був заснований в 1865 році і поступово став центром мусульманської еліти Єрусалиму, зокрема родини аль Хусайні. Після арабо-ізраїльської війни 1948 рокурайон межував з нейтральною зоною між йорданським Східним Єрусалимом та ізраїльським Західним Єрусалимом. Внаслідок Шестиденної війни 1967 року ввесь Східний Єрусалим був односторонньо окупований Ізраїлем. За деякими даними, більша частина теперішнього палестинського населення району походить від біженців, висланих у 1948 році з району Тальбія.
Сьогодні територія Еш-Шейх-Джарраху є центром низки майнових суперечок між палестинцями та ізраїльтянами. 3 1967 року ізраїльськими націоналістами здійснюються ініціативи щодо зменшення палестинської присутності в районі. Так, протягом п'ятидесяти років було споруджено чимало ізраїльських поселень, що розташовані прямо в Шейх-Джаррасі або безпосередньо до нього прилягають.

## Історія

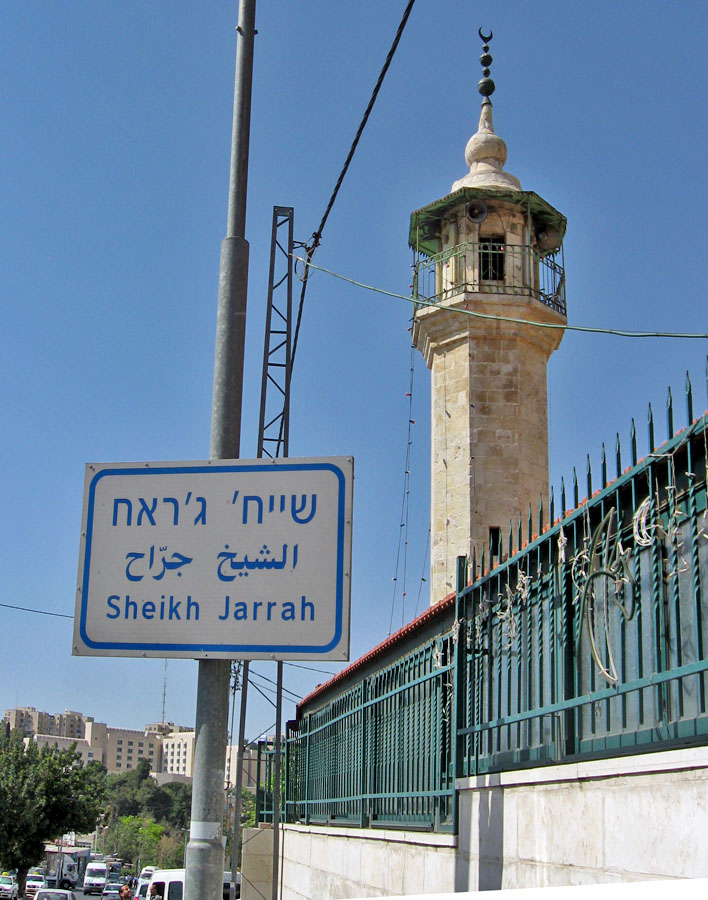
В'їзд до району

### Створення
Еш-Шейх Джаррах був селом на околицях Єрусалиму, названим на честь Хусама ед Діна аль Джаррахі, який жив у XII столітті та був еміром й особистим лікарем Салаха ед Діна, мусульманського полководця, армія якого звільнила Єрусалим від хрестоносців. Шейх Хусам носив титул Джаррах (араб. جراح), що в перекладі з арабської означає «цілитель» або «хірург».
Шейх Джаррах був похований у завії (невеликій школі при мечеті), що була заснована ним та називається Завія Джаррахія. У 1201 році на місці поховання Шейха Джарраха був збодований мавзолей. В XVII столітті навпроти мавзолею була споруджена двоповерхова кам'яна будівля, Каср-ель-Амаві, що включала млин.

### Розвиток
У 1865 році в новоствореному районі почалися роботи з житлового будівництва за ініціативи впливового жителя міста Рабаха аль Хусайні. Так була збудована велика садиба серед оливкових гаїв біля мавзолею Шейха Джарраха та Дамаських воріт. Розвиток району спонукав багатьох інших мусульманських знатних осіб зі Старого міста переїхати на постійне місце проживання до цього району. Впливова сім'я Нашашибі збудувала чимало будинків у престижних північній та східній частинах району. У західній частині будинки були меншими та більш розкиданими. Еш-Шейх-Джаррах зазнав стрімкого росту між 1870 і 1890-ми роками. Тоді з'явилося повір'я, що молитва біля могили Шейха Джарраха приносить удачу, особливо тим, хто вирощував курей. Еш-Шейх-Джаррах став першим кварталом з переважно арабським мусульманським населенням, побудованим поза стінами Старого міста Єрусалима.

### Післявоєнний період
14 квітня 1948 року під час Арабо-ізраїльської війни, 78 євреїв, переважно лікарі та медсестери, загинули по дорозі до лікарні Хадасса, коли на їхній конвой напали арабські сили. Після цих подій гора Скопус була відрізана від частини міста, що стала Західним Єрусалимом. 24 квітня єврейська бойова організація Хагана здійснила напад на район в межах операції «Євусі», але після втручання британської армії була змушена відступити.
З 1948 року Еш-Шейх-Джаррах лежав на околиці лінії розмежування між Західним Єрусалимом та ізраїльським анклавом на горі Скопус. Стіна, що розділяла місто, тягнулася від району до <i>воріт Мандельбаума</i>. У 1956 році уряд Йорданії перемістив до Еш-Шейх-Джарраха 28 палестинських сімей, які втратили домівки в контрольованому Ізраїлем Єрусалимі під час війни 1948 року. Це було зроблено відповідно до угоди, досягнутої між Йорданією та Близькосхідним Агентством ООН з надання допомоги палестинським біженцям та організації робіт (БАПОР), яка передбачала, що ці сім'ї втратять статус біженців через три троки після отримання права власності на нові будинки.
Під час Шестиденної війни 1967 року Ізраїль односторонньо окупував Східний Єрусалим, включаючи район Еш-Шейх-Джаррах. Під час обговорення закону в Кнесеті в 1968 році, міністр юстиції заявив, що «якщо йорданський уряд продав комусь будинок в Східному Єрусалимі і отримав за нього гроші, цей будинок не буде повернуто», маючи на увазі, що угода з БАПОР буде дотримана.. Тим не менш, у 1972 році Комітет Сефардської громади та Комітет Кнесета Ізраїля звернулись до суду задля оскарження право власності на майно в районі. У 1982 році Верховний суд Ізраїлю задовільнив їхній позов щодо збору орендної платні з мешканців Еш-Шейх-Джарраху. Орендарям дозволялося залишатися в районі доки вони сплачували оренду.

## Майнові суперечки
Єврейські організації прагнули отримати у власність багато об'єктів району, яка, за їхніми словами, колись належала євреям, зокрема готельний комплекс, виноградники, будівлю школи тощо.
У 2001 році ізраїльські поселенці дісталися закритої частини будинку родини аль Курд та відмовились її залишати, стверджуючи, що ця власність належала євреям. У 2008 році Окружний суд Єрусалиму постановив, що власність Шимона Хацадіка належить Комітету Сефардської громади. Арабські сім'ї могли залишатися в будівлях, доки вони сплачували оренду, проте кілька сімей, що відмовилися платити, були виселені, наприклад родина Аль-Курд, яка була виселена в листопаді 2008 року. Мухаммед аль Курд, голава сім'ї, помер одинадцять днів потому. Це судове рішення базувалося на документі купівлі-продажу часівОсманської імперії, автентичність якого була оскаржена в 2009 році на підставі того, що будівля була здана в оренду лише сефардіам.
Адвокати єврейських сімей наголошували, що османські документи на право придбання землі сефардською організацією були дійсними, тоді як палестинські юристи демонстрували документи з османських архівів Стамбула, вказуючи на те, що єврейська організація лише орендувала цю землю, тому не може бути її законним власником. За словами сім'ї Курді, коли вони звернулися до суду з проханням перегляду справи через появу нових доказів, їм було повідомлено, що вже пізно. До того ж, палестинські сім'ї та їхні прихильники стверджували, що османські документи, затверджені Верховним судом Ізраїлю, насправді були підробними, і що перше рішення, а отже, виселення, пов'язане з цим рішенням, слід скасувати. Адвокат ізраїльських сімей наголосив, що на думку багатьох ізраїльських судів, ці земельні акти були справжніми. Варто зазначити, що в рішенні ізраїльського суду, яке призвело до вищезазначених виселень, зазначається, що документ, представлений палестинською стороною, є підробкою, тоді як документ про єврейське право власності є справжнім.
У серпні 2009 року на підставі рішення Верховного суду арабські сім'ї були виселені з двох будинків в Еш-Шейх-Джаррасі, куди переїхали єврейські сім'ї. Координатор Організації Об'єднаних Націй з Близькосхідного мирного процесу Роберт Серрі засудив це рішення, заявивши: «Такі дії посилюють напругу і підривають міжнародні зусилля щодо створення умов для плідних переговорів задля досягнення миру». Державний департамент США назвав цю подію порушенням зобов'язань Ізраїлю згідно «Дорожньої карти миру». Палестинський речник Саеб Ерекат сказав: «Сьогодні ввечері, коли нові поселенці з-за кордону будуть розміщуватися зі своїми речами в цих палестинських будинках, дев'ятнадцяти бездомним дітям буде нема де спати». Якір Сегев з муніципальної ради Єрусалиму прокоментував цю подію так: «Це справа суда. Це громадянська суперечка між палестинськими сім'ями та ізраїльськими поселенцями щодо того, хто є законним власником цього майна… Ізраїльський закон — єдиний закон, якого ми зобов'язані дотримуватися».
У 2021 році відбулися жорсткі сутички між палестинцями та ізраїльською поліцією через заплановані виселення мешканців цього району.

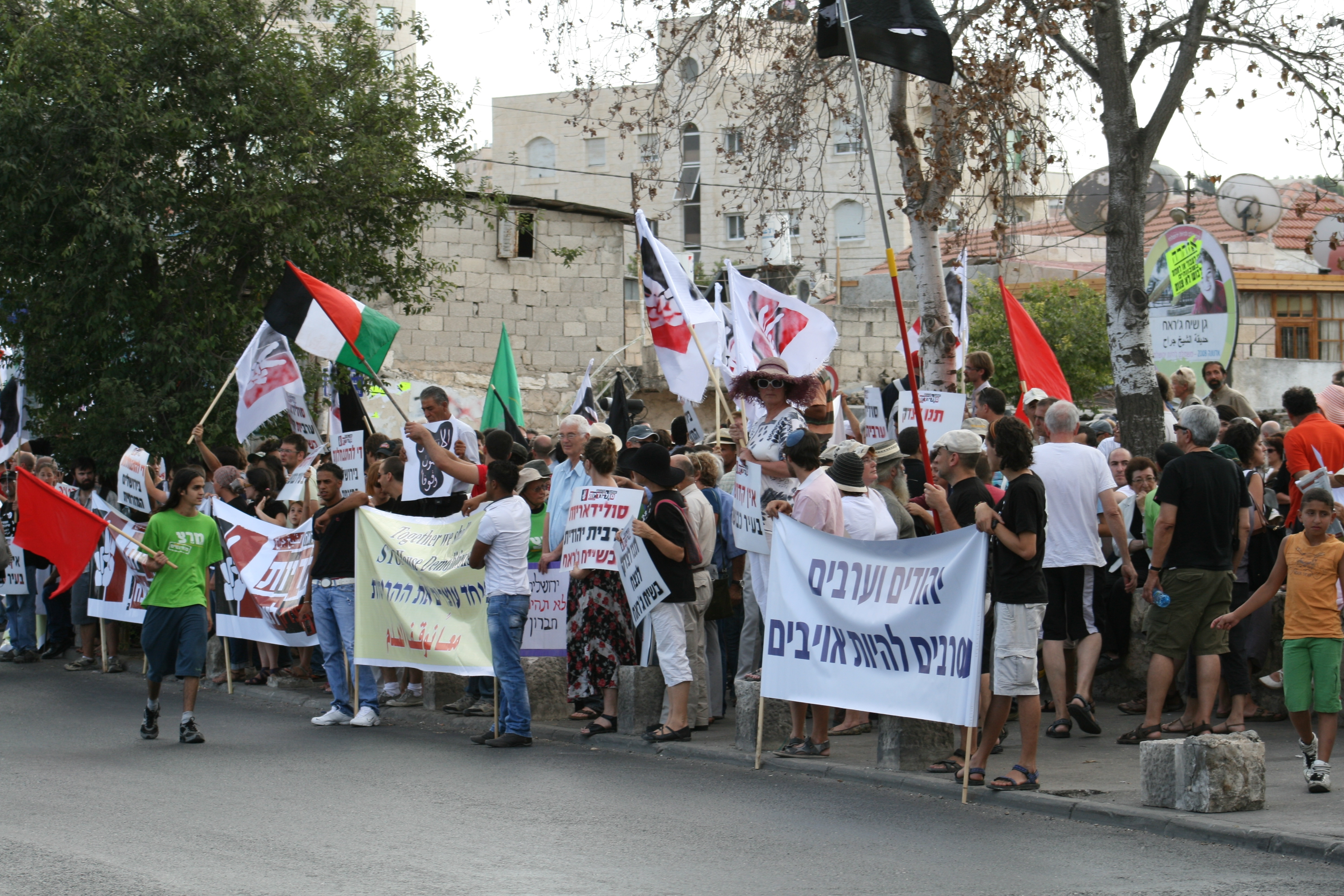
Демонстрація в Еш-Шейх-Джаррасі проти виселення палестинських сімей, серпень 2010 року